# Christy Carlson Romano

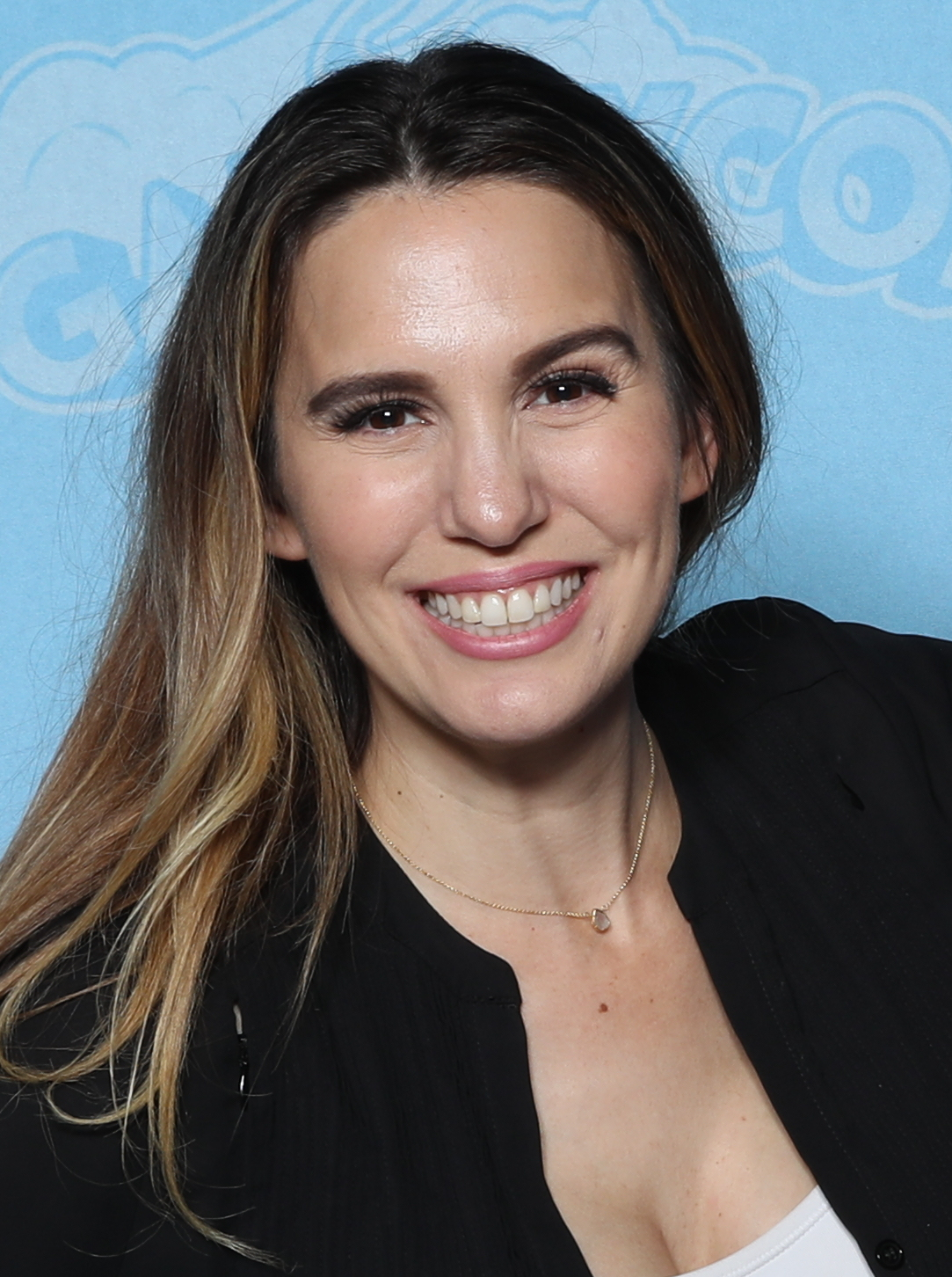
Christy Carlson Romano (2019)

Christy Carlson Romano (* 20. März 1984 in Milford, Connecticut) ist eine US-amerikanische Schauspielerin und Sängerin.

## Leben und Leistungen
Romano war als Cheerleader tätig und wurde von der Zeitschrift American Cheerleader Junior mit dem Titel Ehrencheerleader bedacht. Sie studierte an der Columbia University. Als Schauspielerin debütierte sie 1996 in dem Fernsehdrama The Many Trials of Tammy B.
In den Jahren von 1999 bis 2003 trat Romano neben Shia LaBeouf in der Fernsehserie Eben ein Stevens auf und gewann dafür in den Jahren 2001 sowie 2002 einen Young Artist Award. Eine weitere Nominierung für diesen Preis erhielt sie 2004 für ihre Rolle in der auf der Serie beruhenden Fernsehkomödie The Even Stevens Movie (2003). In der Komödie Soldat Kelly (2002) spielte Romano an der Seite von Hilary Duff eine der größeren Rollen. Von 2002 bis 2007 übernahm sie die Titelrolle in der Fernsehserie Kim Possible, für die sie 2005 für einen Daytime Emmy nominiert war.

## Filmografie (Auswahl)
- 1996: The Many Trials of Tammy B
- 1996: Alle sagen: I love you (Everyone Says I Love You)
- 1997: Henry Fool
- 1999: Märchenprinz verzweifelt gesucht (Goosed)
- 1999–2003: Eben ein Stevens (Even Stevens, Fernsehserie, 65 Folgen)
- 2003: Die Stevens schlagen zurück (The Even Stevens Movie)
- 2002: Soldat Kelly (Cadet Kelly)
- 2002–2007: Kim Possible (Zeichentrickserie, 86 Folgen, Stimme von Kim Possible)
- 2005: Highschool News – Streng vertraulich! (Campus Confidential)
- 2006: Liebe und Eis 2 (The Cutting Edge 2: Going for the Gold)
- 2007: Taking 5
- 2008: Liebe und Eis 3 (The Cutting Edge 3: Chasing the Dream)
- 2010: Mirrors 2
- 2016: Es Weihnachtet Wieder (Christmas All Over Again)
- 2017: Blood Circus
- 2019: Maternal Instinct
- 2019: Kim Possible
- 2019: Dream Killer
- 2019: We’re Alive: Goldrush (Fernsehserie, 7 Folgen)
- 2018–2020: Baymax – Robowabohu in Serie (Big Hero 6: The Series, Fernsehserie, 6 Folgen, Stimme von Trina)
- 2021: Single Mother by Choice

## Auszeichnungen
| Preisverleihung | Kategorie                                                      | Resultat  | Datum |
| --- | -------------------------------------------------------------- | --------- | ----- |
| Young Artist Award für ihre Rolle in Eben ein Stevens | Best Performance in a TV Comedy Series – Leading Young Actress | Gewonnen  | 2001  |
| Young Artist Award für ihre Rolle in Eben ein Stevens | Best Performance in a TV Comedy Series – Leading Young Actress | Gewonnen  | 2002  |
| Young Artist Award für ihre Rolle in Die Stevens schlagen zurück | Best Young Adult Performer in a Teenage Role                   | Nominiert | 2004  |
| Daytime Emmy Award für die titelgebende Synchronrolle in Kim Possible | Outstanding Performer in an Animated Program                   | Nominiert | 2005  |
| Grand Jury Award des Gasparilla International Film Festivals für ihre Rolle in Bear with Us | Best Female Performance                                        | Gewonnen  | 2016  |
| Orlando Film Festival Award für das Ensemble von Bear with Us, zusammen mit Mark Jude Sullivan, Cheyenne Jackson, Alex McKenna, Collin Smith, Kevin Carolan, Curtiss Cook, Alice Ripley, R.J. Lewis und Lea DeLaria                                                                 | Best Ensemble Cast in a Feature Film                           | Gewonnen  | 2016  |
| Cthulhu Award des FilmQuest Festivals für ihre Rolle in Bear with Us | Best Actress                                                   | Nominiert | 2016  |
| November Award der Los Angeles Film Awards für ihre Rolle in Dream Killer | Best Actress                                                   | Gewonnen  | 2018  |
| Los Angeles Actors Award für das Ensemble von Dreamkiller, zusammen mit Taylor Castro, Jacy King, Gail Soltys, Miguel Fasa, Carson Rowland, Brian Gross, Kane Schirmer, Mia Matthews, Eric R. Castro und Barbie Castro                                                              | Best Ensemble                                                  | Gewonnen  | 2018  |
| Los Angeles Actors Award für ihre Rolle in Dreamkiller | Best Actress                                                   | Nominiert | 2018  |
| Zeus Award (Januar) des Olympus Film Festivals für die Serie Dreamkiller, zusammen mit Barbie Castro, Eric R. Castro, Chad Rehmann, David Chester, Jon Schellenger, Taylor Castro, Jacy King, Gail Soltys, Miguel Fasa, Carson Rowland, Brian Gross, Kane Schirmer und Mia Matthews | Best Feature Film                                              | Gewonnen  | 2019  |